# Шоссе (Чернский район)
Шоссе — поселок в Чернском районе Тульской области в составе Северного сельского поселения.

## География
Находится в юго-западной части Тульской области на расстоянии приблизительно 21 км на северо-восток по прямой от поселка Чернь, административного центра района. Рядом чуть севернее находится такой же опустевший поселок с тем же названием, только Плавского района.

## История
В конце 1930-х годов поселок уже был отмечен.

## Население
Постоянное население не было учтено как в 2002 году, так и в 2010.